# Arsenal Media
Arsenal Média est une entreprise de radiodiffusion établie au Québec opérant 18 stations de radio.
Via ses différentes antennes, le groupe est en mesure de rejoindre plus d’un million et demi d'auditeurs potentiels au Saguenay-Lac-Saint-Jean, en Estrie, au Centre-du-Québec, dans Lanaudière, en Beauce, en Chaudière-Appalaches, en Abitibi-Témiscamingue, en Haute-Mauricie, en Gaspésie/Bas-Saint-Laurent, En Montérégie ainsi que sur la Côte-Nord.

## Histoire

### Attraction Radio
Le groupe a été fondé en tant que filiale d'Attraction Média en 2011 à la suite de l'association de Richard Speer (Président fondateur d'Attraction Média) et de Sylvain Chamberland. La première acquisition du groupe est celle de la station CHEQ-FM en 2012. La transaction est annoncée le 1er mars 2012 et est autorisée par le CRTC le 8 juin de la même année. Le directeur général de CHEQ, Mario Paquin décrit la transaction comme «le premier maillon de la division radio d'Attraction» et ajoute que d'autres transactions sont à venir.
Un mois et quelques jours plus tard, la station CJIT-FM située à Lac-Mégantic est acquise de l'entreprise Les Productions du temps perdu inc,. La transaction est autorisée le 5 juillet. Par la suite, deux autres transactions suivront au Saguenay-Lac-Saint-Jean et finalisent par le fait même, la série de transactions de l'année 2012 : Celle de CKRS-FM annoncée le 18 juin et autorisée le 12 octobre 2012, et celle de CKGS-FM qui a été annoncée le 12 septembre et autorisée le 14 décembre,.

#### 2013-2014
2013 débute par l'annonce de l'acquisition de la station CJLM-FM de la Coopérative de radiodiffusion du M103-5 FM. Les négociations pour acheter la station avaient débuté au mois de novembre 2011 et l'entente a été annoncée le 23 janvier 2013. L'acquisition d'actif a été approuvée par le CRTC le 30 juillet 2014. En 2013, l'entreprise ne fera entrer dans son giron qu'une seule station officiellement : CKYQ-FM à Plessisville. La transaction avait été annoncée le 17 octobre 2012 mais a été autorisée par le CRTC le 13 février 2013,.

#### 2014-2015
Le 23 avril 2014, Attraction Radio fait l'acquisition du Réseau des Appalaches. Ce réseau est constitué de trois stations et de deux ré-émettrices. L'autorisation du CRTC arrivera le 19 juin 2015. Le 2 décembre 2014, Attraction radio annonce la conclusion d'une entente d'affiliation avec Cogeco Média pour l'implantation du réseau Rythme FM au Saguenay-Lac-Saint-Jean. La station CKRS-FM deviendra donc une station du réseau Rythme FM à partir du 9 février 2015.

#### 2016
Le 3 février 2016, deux stations situées sur la Côte-Nord sont acquises : CKCN-FM et CIPC-FM. Quelques semaines plus tard soit le 22 février, deux autres stations entrent dans le giron de l'entreprise : CHRM-FM et CHOE-FM. Celles-ci sont situées à Matane. La transaction entre le groupe et Les Communications Matane est autorisée par le CRTC le 13 juin de la même année. Le 28 avril, une entente est conclue avec Radio Haute-Mauricie inc pour l'achat de la station CFLM-FM. La station est officiellement propriété d'Attraction Radio le 31 octobre de la même année.

### Arsenal Media

#### 2018
Le 22 mars 2018, Le vice-président et chef des opérations d'Attraction Média et président d'Attraction Radio Sylvain Chamberland achète grâce à une entente, les quinze stations du groupe. Cela marque la fin de l'aventure d'Attraction Média dans le monde radiophonique,. Conditionnelle à l'approbation de la transaction par le CRTC, une nouvelle entité est annoncée. Celui-ci approuve le 31 juillet. La nouvelle entité se nomme Arsenal Media.
Le 13 août 2018, la station CKRS-FM devenue CILM-FM, passe sous la bannière O en raison du non-renouvellement de l'entente d'affiliation au réseau Rythme FM avec Cogeco Média.

#### 2019-2020
Le 26 août 2019, Arsenal Media annonce l'acquisition de la station CFVD-FM appartenant à Radio Dégélis inc. Le CRTC donne son approbation le 11 décembre. Le groupe est officiellement devenu propriétaire de la station le 2 mars 2020.

#### 2021-2022
Le 6 mai 2021, Arsenal Média annonce avoir conclu une entente avec Cogeco Média. Cette entente fait que Cogeco deviendrait propriétaire de la station CILM-FM située au Saguenay-Lac-Saint-Jean et Arsenal Média deviendrait propriétaire des stations Capitale Rock (CHGO-FM et CJGO-FM-1) et WOW (CHOA-FM) en Abitibi-Témiscamingue. Conditionnelle à l'approbation du CRTC, elle est approuvée le 24 mars 2022,.
Le 25 avril 2022, l'entreprise devient officiellement propriétaire des stations CHGO-FM, CJGO-FM et CHOA-FM et cède la station CILM-FM à Cogeco Média.

#### 2024
Le 8 février 2024, Arsenal Média annonce l'acquisition conditionnelle à l'approbation des autorités réglementaires de sept stations régionales appartenant à Bell Média (CFZZ-FM à Saint-Jean-sur-Richelieu, CFEI-FM à Saint-Hyacinthe, CJDM-FM et CHRD-FM à Drummondville, CJOI-FM et CIKI-FM à Rimouski ainsi que CFVM-FM à Amqui),. Ces stations sont acquises dans le cadre d'une restructuration chez Bell Média. Arsenal a l'intention de désaffilier les stations Énergie et Boom, qui rejoindront le réseau O, et les stations Rouge, qui rejoindront le réseau Plaisir (devenu Viva en 2025).

#### 2025
Il est confirmé le 22 juillet 2025 qu'Arsenal mettrait la main sur les stations BPM Sports (CKLX-FM Montréal, CHXX-FM Québec et CFTX-FM Gatineau), sous approbation du CRTC.

## Les stations de radio détenues par Arsenal Media
Les stations d'Arsenal Media sont regroupées sous l'une des trois bannières de l'entreprise. Chacune de ses bannières présente une image de marque distinctive et s'adressent à des clientèles diversifiées. La marque O qui un style musical Top 40 (en). La bannière Viva (anciennement Plaisir) est destinée à un auditoire adulte. Hit Country, réseau lancé en 2019 diffuse de la musique country. Depuis le 22 avril 2025, Arsenal média est considéré comme le radiodiffuseur le plus imposant au Québec.

### O
- CHOE-FM - 95,3 à Matane
- CHEQ-FM - 101,5 à Ste-Marie-de-Beauce
- CFJO-FM - 97,3 à Victoriaville
- CIPC-FM - 99,1 à Sept-Îles et Port-Cartier
- CJLM-FM - 103,5 à Joliette
- CFLM-FM - 97,1 à La Tuque
- CHGO-FM - 104,3 à Val-d'Or
- CJGO-FM (en) - 102,1 à La Sarre
- CJGO-FM-1 - 95,7 à Rouyn-Noranda
- CFVD-FM (en) - 95,5 à Dégelis
- CFZZ-FM - 104,1 à Saint-Jean-sur-Richelieu
- CFEI-FM - 106,5 à Saint-Hyacinthe
- CJDM-FM - 92,1 à Drummondville
- CIKI-FM - 98,7 à Rimouski

### Viva
- CHRM-FM - 105,3 à Matane
- CFDA-FM - 101,9 à Victoriaville
- CKLD-FM - 105,5 à Thetford Mines (Réémetteur à Disraeli - CJLP-FM)
- CKCN-FM - 94,1 à Sept-Îles
- CHOA-FM - 96,5 à Rouyn-Noranda, 103,5 à Val-d'Or et 103,9 à La Sarre
- CFVM-FM - 99,9 à Amqui
- CJOI-FM - 102,9 à Rimouski
- CHRD-FM - 105,3 à Drummondville

### Hit Country
- CKGS-FM - 105,5 à La Baie
- CKYQ-FM - 95,7 à Plessisville
- CHCT-FM (en) - 105,3 à Sainte-Marie
- CJIT-FM - 106,7 à Lac-Mégantic